# Alexandre de Carvalho Kaneko
Alexandre de Carvalho Kaneko (* 6. Oktober 1946 in Santos; † 18. April 2017 ebenda) war ein brasilianischer Fußballspieler und Unternehmer japanischer Abstammung. Er gilt als Erfinder des sogenannten Regenbogen-Tricks (en.: rainbow flick, sp.: carretilla, pt.: Lambreta), bei dem der Ball mit der Ferse über den eigenen Kopf und den Gegenspieler gelupft wird.

## Leben

### Sportliche Karriere
Kaneko erhielt seine sportliche Ausbildung zunächst in São Paulo – in Vila Isabel sowie am Colégio Mackenzie –, ehe er zur Nachwuchsmannschaft des FC Santos stieß. Ab 1968 war er dort Teil der ersten Mannschaft unter Trainer Antônio „Antoninho“ Fernandes (1921–1973). Das Team war während dieser Epoche bekannt als Os Santásticos und dominierte seit 1959 den brasilianischen und zeitweise auch den gesamten südamerikanischen Fußball. Neben Kaneko standen Weltklassespieler wie Toninho Guerreiro, Pelé, Carlos Alberto, José Ramos Delgado, Joel Camargo, Mengálvio, Edu und Coutinho im Kader. Er war der zweite Profifußballer japanischer Abstammung in Brasilien.
Sein Nachruhm gründet sich auf ein einziges Spiel: Als noch nahezu unbekannter Nachwuchsspieler lief er am 9. März 1968 im heimischen Estádio Urbano Caldeira im Meisterschaftsspiel gegen Botafogo FR auf, das Santos letztlich mit 5:1 gewinnen konnte. Das dritte Tor bereitete Kaneko vor, indem er an der rechten Strafraumseite seinen Gegenspieler, den linken Außenverteidiger Carlucci, mit einem „rainbow flick“ überspielte und anschließend querpasste. Toninho Guerreiro staubte mit einem Hackentrick ab und erzielte das Tor. Diese Aktion machte Kaneko über Nacht landesweit berühmt. In den folgenden Monaten berichtete die Presse fortwährend über den Trick und Kaneko führte ihn bei diversen Veranstaltungen vor Publikum auf. Es wird allerdings berichtet, dass ihm dieser Ruhm bald zu Kopf stieg und er sich beispielsweise mit einem Cadillac-Cabriolet überheblich in der Öffentlichkeit zeigte. Auf dem Fußballplatz hingegen konnte er sich nicht als Stammspieler durchsetzen: In zwei Jahren kam er nur in 17 Spielen zum Einsatz und es gelang ihm ein Tor – am 27. März 1968 bei der 2:5-Niederlage gegen den São Paulo FC im Estádio do Morumbi. Als Teil der Mannschaft war er am Gewinn der Staatsmeisterschaft von São Paulo 1968 beteiligt sowie des Torneio Roberto Gomes Pedrosa 1968.
1970 wechselte er zum argentinischen Verein CA Vélez Sarsfield aus Buenos Aires. Die dortigen Verantwortlichen verglichen ihn im Vorfeld seiner Ankunft mit Weltklassespielern wie Garrincha und Jairzinho. Kaneko spielte nun an der Seite unter anderem von Carlos Bianchi. Die in ihn gesetzten Erwartungen vermochte er jedoch zu keinem Zeitpunkt zu erfüllen. Er absolvierte lediglich zehn Partien für El Fortín, in denen ihm ein Tor gelang. Darüber hinaus brach er sich bei einem Tritt gegen einen Sprinkler beinahe den rechten Fuß.
Es folgten Stationen in Brasilien beim Madureira EC (Rio de Janeiro), bei der AA Caldense (Poços de Caldas) und beim América FC (São José do Rio Preto) sowie abschließend ein Engagement beim Valencia FC in der venezolanischen Stadt Valencia. Im Alter von 26 Jahren beendete Kaneko schließlich seine Karriere.

### Leben nach dem Fußball
Nach seinem Rücktritt studierte Kaneko Sportwissenschaft und Betriebswirtschaftslehre und schlug anschließend eine unternehmerische Karriere ein. Er war Inhaber eines Fitnessstudios und eines Offertendienstleisters und arbeitete 19 Jahre lang für eine Supermarktkette. Dort war er zuletzt Co-Geschäftsführer von 42 Filialen. Darüber hinaus gründete er einen Kindergarten. Im Mai 2002 ging er in den Ruhestand. 2011 produzierte er Hunderte Raubkopien des Filmmaterials von 1968, das seinen Trick zeigte, und verkaufte sie für zwei Real pro Stück auf einem Markt in Santos.
Fußball oder Beachsoccer spielte er nur noch unregelmäßig mit Freunden und ehemaligen Kollegen. So nahm er beispielsweise im Dezember 2007 an einem Benefizspiel teil, das Serginho Chulapa in Santos organisierte. Kaneko war verheiratet, hatte drei Kinder und lebte in seiner Geburtsstadt im Stadtteil Gonzaga. Im Alter von 70 Jahren starb er am 18. April 2017 im Hospital Guilherme Álvaro an einer Krebserkrankung.

## Erfolge
- Staatsmeisterschaft von São Paulo: 1968
- Torneio Roberto Gomes Pedrosa: 1968